# Festival Internacional de Cine de Cannes de 2000
El 53° Festival de Cannes se desarrolló entre el 14 al 25 de mayo de 2000. La Palma de Oro fue para la película danesa Bailando en la oscuridad de Lars von Trier.
El festival se abrió con Vatel, dirigida por Roland Joffé y se cerró con Stardom, dirigida por Denys Arcand. Virginie Ledoyen fue la maestra de ceremonias.

## Jurado

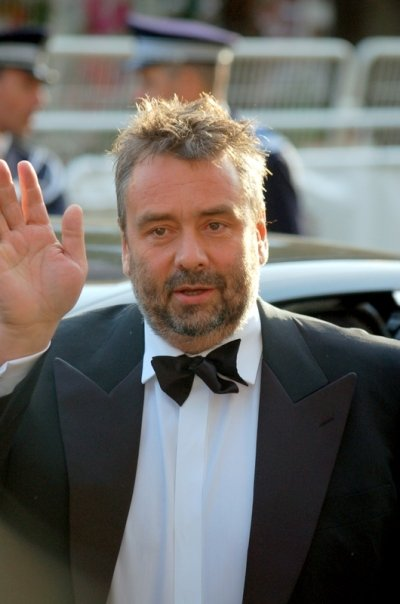
Luc Besson, el presidente del jurado.

Las siguientes personas fueron nombradas para formar parte del jurado de la competición principal en la edición de 2000:
- Luc Besson, cineasta francés. Presidente del jurado.
- Jonathan Demme (Estados Unidos)
- Nicole Garcia (Argelia)
- Jeremy Irons (Reino unido)
- Mario Martone (Italia)
- Patrick Modiano (Francia)
- Arundhati Roy (India)
- Aitana Sánchez-Gijón (Italia)
- Kristin Scott Thomas (Reino Unido)
- Barbara Sukowa (Alemania)

### Un Certain Regard

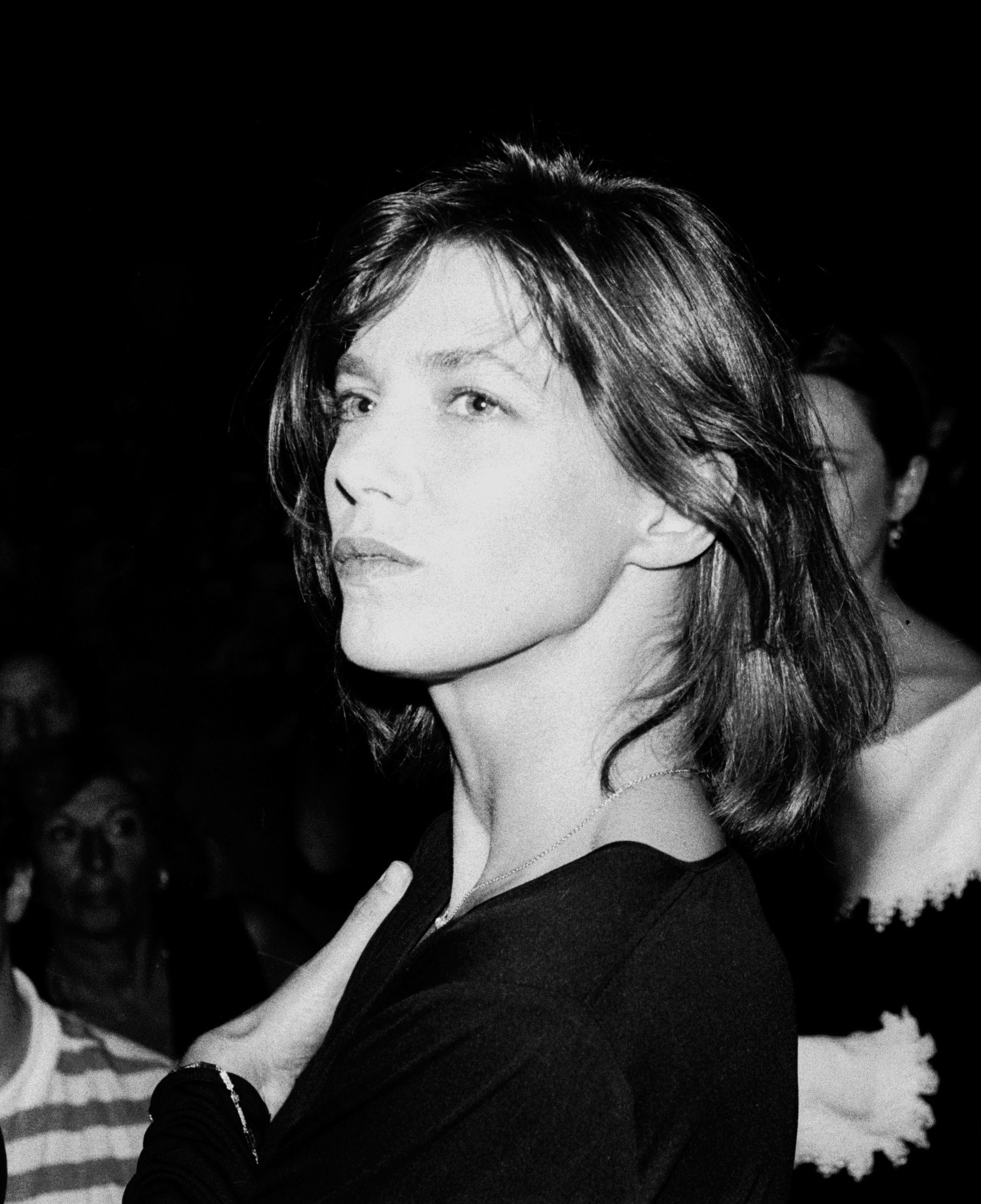
Jane Birkin, Presidenta de Un Certain Regard

Las siguientes personas fueron nombradas para formar parte del jurado de Un certain regard:
- Jane Birkin (actriz)
- Jan Schulz-Ojala
- José María Prado (Director de la Filmoteca Española)
- Marc Voinchet (crítico)
- Marie-Noëlle Tranchant (crítico)
- Noël Tinazzi (crítico)

### Camera d'Or
Las siguientes personas fueron nombradas para formar parte del jurado de la Cámara de Oro de 2000:
- Otar Iosseliani (director) (Georgia) Presidente
- Caroline VIe-Toussaint (periodista) (Francia)
- Céline Panzolini (cinéfilo) (Francia)
- Eric Moulin (representative of the technical industries) (Francia)
- Fabienne Bradfer (crítico) (Francia)
- Martial Knaebel (crítico) (Alemania)
- Solveig Anspach (director) (Francia)
- Yorgos Arvanitis (cinematógrafo) (Grecia)

### Cinéfondation y cortometrajes
Las siguientes personas fueron nombradas para formar parte del jurado de la secció Cinéfondation y de la competición de cortometrajes:
- Jean-Pierre Dardenne & Luc Dardenne (directors) (Bélgica) Presidente
- Abderrahmane Sissako (director) (Mauritania)
- Claire Denis (director) (Francia)
- Francesca Comencini (director) (Italia)
- Mira Sorvino (actress) (EE. UU.)

## Selección oficial

### En competición – películas
Las siguientes películas compitieron por la Palma d'Or:
- Pan y rosas de Ken Loach.
- Chunhyang de Kwon-taek Im.
- Código desconocido de Michael Haneke.
- Dancer in the Dark de Lars von Trier.
- Esther Kahn de Arnaud Desplechin.
- Estorvo de Ruy Guerra.
- Deseando amar de Wong Kar-wai.
- Fast Food Fast Women de Amos Kollek.
- Taboo de Nagisa Oshima.
- Los demonios en mi puerta de Wen Jiang.
- Harry, un amigo que os quiere de Dominik Moll.
- Kippur de Amos Gitai.
- Les destinées sentimentales de Olivier Assayas.
- Nurse Betty de Neil LaBute.
- O Brother, Where Art Thou? de los hermanos Coen.
- The Wedding de Pavel Lungin.
- Canciones desde el segundo piso de Roy Andersson.
- La pizarra de Samira Makhmalbaf.
- La copa dorada de James Ivory.
- La otra cara del crimen de James Gray.
- Infiel de Liv Ullmann.
- Yi Yi de Edward Yang.
- Eureka de Shinji Aoyama.

## Un certain regard
Las siguientes películas fueron seleccionadas para competir en Un Certain Regard:
- Mùa hè chiều thẳng đứng de Tran Anh Hung.
- Abschied - Brechts letzter Sommer de Jan Schütte.
- Así es la vida de Arturo Ripstein.
- Capitães de Abril de Maria de Medeiros.
- Djomeh de Hassan Yektapanah.
- Eu tu eles de Andrucha Waddington.
- Famous de Griffin Dunne.
- I Dreamed of Africa de Hugh Hudson.
- Jacky de Brat Ljatifi, Fow Pyng Hu.
- La saison des hommes de Moufida Tlatli.
- Le premier du nom de Sabine Franel.
- Lista de Espera de Juan Carlos Tabío.
- Lost Killers de Dito Tsintsadze.
- Nichiyobi wa Owaranai de Yōichirō Takahashi.
- Virgin Stripped Bare de Her Bachelors de Hong Sang-soo.
- Preferisco il rumore del mare de Mimmo Calopresti.
- Saint-Cyr de Patricia Mazuy.
- The King Is Alive de Kristian Levring.
- Things You Can Tell Just by Looking at Her de Rodrigo García Barcha.
- Tierra del fuego de Miguel Littín.
- Wild Blue, notes à quelques voix de Thierry Knauff.
- Woman on Top de Fina Torres.

## Películas fuera de competición
Las siguientes películas fueron seleccionadas para exhibirse fuera de competición:
- A Conversation With Gregory Peck de Barbara Kopple.
- April de Otar Iosseliani.
- Cecil B. Demented de John Waters.
- Tigre y dragón de Ang Lee.
- Honest de David A. Stewart.
- Los espigadores y la espigadora de Agnès Varda.
- Misión a Marte de Brian De Palma.
- Réquiem por un sueño de Darren Aronofsky.
- Stardom de Denys Arcand.
- Bajo sospecha de Stephen Hopkins.
- Vatel de Roland Joffé.

## Cinéfondation
Las siguientes películas fueron seleccionadas para exhibirse en la competición Cinéfondation:
- 3 Minutes de Ana Luiza Azevedo
- Shadows (Anino) de Raymond Red
- Des morceaux de ma femme by Frédéric Pelle
- Shut the Door (Døren som ikke smakk) de Jens Lien
- Mieux ou moins bien ? de Jocelyn Cammack
- S'Arretent de Anthony Mullins

### Cortometrajes en competición
Los siguientes cortos compitieron para Palma de Oro al mejor cortometraje:
- The Cookie Thief de Hugo Currie, Toby Leslie
- Devil Doll de Jarl Olsen
- An Eternity de Daehyun Kim
- Food for Thought de John Paton, Matthew Ross
- Husk de Jerry Handler
- Le Pique-Nique de Il-Gon Song
- Rien Dire de Vincent Pérez (France)
- Roulette de Roberto Santiago
- Simultaneity de Seong Sook Kim
- Stop de Rodolphe Marconi
- When the Day Breaks de Amanda Forbis, Wendy Tilby

## Secciones paralelas

### Semana Internacional de la Crítica
Las siguientes películas fueron seleccionadas para ser proyectadas para la 39.ª Semana de la Crítica (39e Semaine de la Critique):
Películas en competición
- Amores perros de Alejandro González Iñárritu (México)
- Hidden Whisper de Vivian Chang (Taiwán)
- Krampack de Cesc Gay (España)
- De l'histoire ancienne de Orso Miret (Francia)
- Good Housekeeping de Frank Novak (EE.UU.)
- Happy End de Jung Ji-woo (Corea del Sur)
- Les Autres filles de Caroline Vignal (Francia)

Cortometrajes en competición
- Faux contact de Eric Jameux (Francia)
- To Be Continued... de Linus Tunström (Suecia)
- The Hat (Le Chapeau) de Michèle Cournoyer (Canadá)
- Les méduses de Delphine Gleize (Francia)
- The Artist's Circle de Bruce Marchfelder (Canadá)
- Not I de Neil Jordan (Irlanda, Gran Bretaña)
- Le Dernier rêve de Emmanuel Jespers (Belgium)

### Quincena de Realizadores
Las siguientes películas fueron exhibidas en la Quincena de Realizadores de 2000 (Quinzaine des Réalizateurs):
- 27 Missing Kisses de Nana Djordjadze
- L’Affaire Marcorelle de Serge Le Péron
- La Captive de Chantal Akerman
- Cuba Feliz de Karim Dridi
- Billy Elliot (Dancer) de Stephen Daldry
- Pan y tulipanes (Pane e tulipani) de Silvio Soldini
- La Chambre obscure de Marie-Christine Questerbert
- Downtown 81 de Edo Bertoglio
- En avant ! (director not stated, 60 min.)
- Faites comme si je n’étais pas là de Olivier Jahan
- Film noir (Koroshi) de Masahiro Kobayashi
- Girlfight de Karyn Kusama
- Grüezi wohl Frau Stirnimaa de Sonja Wyss
- Jocelyne de Valérie Mréjen
- Le Secret de Virginie Wagon
- Lumumba de Raoul Peck
- Mallboy de Vincent Giarrusso
- No Place to Go (Die Unberührbare) de Oskar Roehler
- Peppermint Candy de Lee Chang-dong
- Petite Chérie de Anne Villacèque
- Purely Belter de Mark Herman
- Shadow of the Vampire de E. Elias Merhige
- Some Voices de Simon Cellan Jones
- The Three Madeleines (Les fantômes des Trois Madeleine) de Guylaine Dionne
- A Time for Drunken Horses (Zamani barayé masti asbha) de Bahman Ghobadi
- Tout va bien, on s’en va de Claude Mouriéras
- Werckmeister Harmoniak de Béla Tarr

Cortometrajes
- A corps perdu de Isabelle Broué (France)
- C’est bien la société de Valérie Pavia (France)
- C'est pas si compliqué de Xavier De Choudens (France)
- Derailed - extract from Phœnix Tape de Christoph Girardet, Matthias Müller (Germany)
- Des larmes de sang de Valérie Mréjen (France)
- Elisabeth de Valérie Mréjen (France)
- Ferment de Tim Macmillan (Great Britain)
- Flying Boys de Didier Seynave (Belgium)
- Furniture Poetry (and Other Rhymes for the Camera) by Paul Bush (Great Britain)
- Ghost de Steve Hawley (Great Britain)
- Grüezi Wohl Fraü Stirnimaa… o Malou möter Ingmar Bergman och Erland Josephson de Sonja Wyss (Switzerland - Netherlands)
- Head Stand de Lisa Robinson (United States)
- In Absentia de The Brothers Quay (Great Britain)
- Jocelyne de Valérie Mréjen (France)
- La Brèche de Roland de Arnaud & Jean-Marie Larrieu
- La Poire de Valérie Mréjen (France)
- La Pomme, la Figue et l’Amande de Joël Brisse
- La Vie heureuse de Valérie Pavia (France)
- Le mur de Faouzi Bensaïdi (France)
- Les Oiseaux en cage ne peuvent pas voler de Luis Briceño (France)
- Look at Me de Peter Stel (Netherlands)
- Love is All de Oliver Harrison (Great Britain)
- L'Epouvantail o Pugalo de Alexander Kott (Russia)
- Collision Course by Roberval Duarte (Brasil)
- Rue Francis de François Vogel (France)
- Salam de Souad El-Bouhati (France)
- Still Life de Pekka Sassi (Finland)
- The Morphology of Desire de Robert Arnold (United States)

## Palmarés

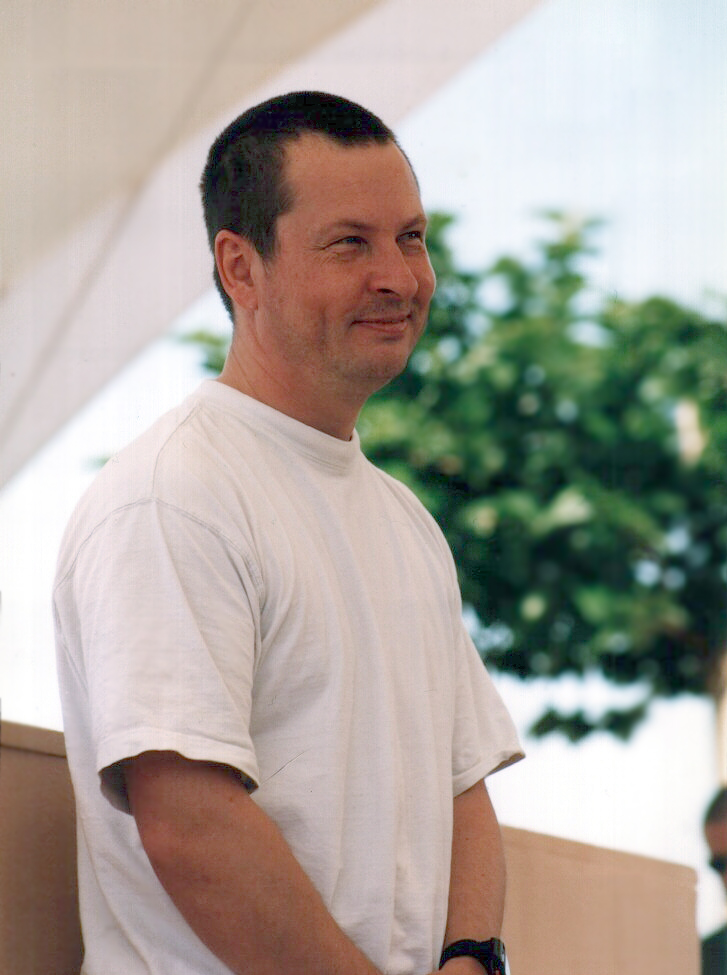
El danés Lars Von Trier, ganador de la Palma de Oro.

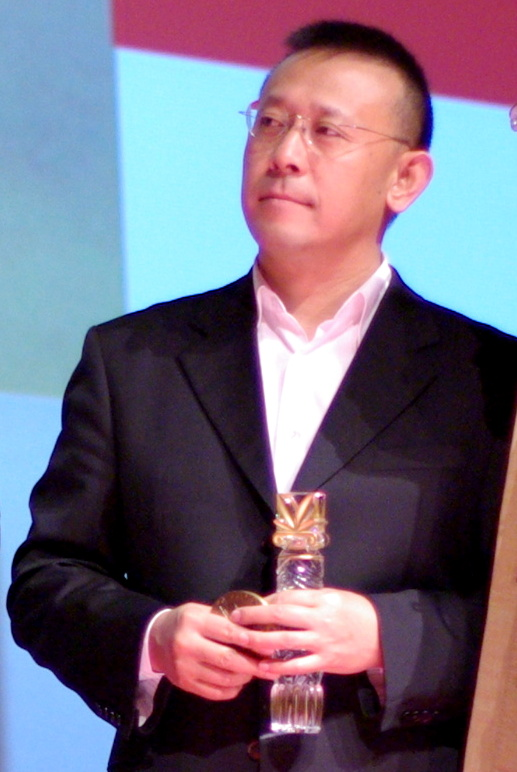
Jiang Wen, ganador del Gran Premio

Los galardonados en les secciones oficiales de 2000 fueron:
- Palma de Oro: Bailando en la oscuridad de Lars von Trier
- Gran Premio del Jurado: Los demonios en mi puerta de Wen Jiang
- Premio Especial del Jurado:
  - Sånger från andra våningen de Roy Andersson
  - La pizarra de Samira Makhmalbaf
- Mejor Actor: Tony Leung Chiu Wai por Deseando amar

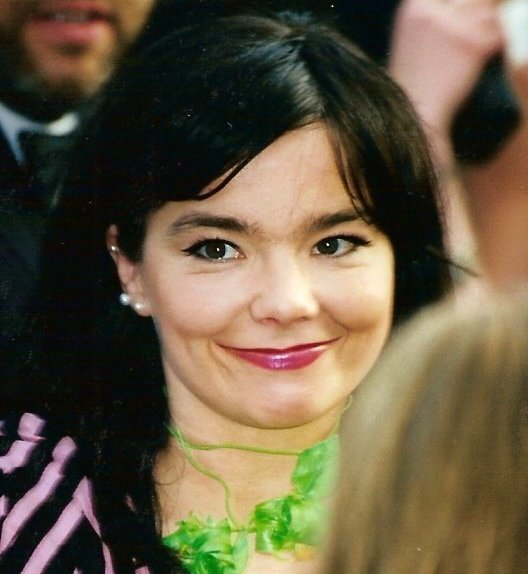
La cantante Björk, protagonista de Bailando en la oscuridad, papel por el que recibió el premio a la mejor actriz.

- Mejor Actriz: Björk por Bailando en la oscuridad
- Mejor Director: Edward Yang for Yi Yi
- Mejor Guion: Nurse Betty de James Flamberg, John C. Richards
- Premio Un Certain Regard: Things You Can Tell Just by Looking at Her de Rodrigo García Barcha
- Un Certain Regard - Mención especial: Eu tu eles de Andrucha Waddington

Cinéfondation
- Primer Premioː Five Feet High and Rising de Peter Sollett
- Segundo Premioː Dessert (Kinu'ach) de Amit Sakomski & Kiss It Up to God de Caran Hartsfield
- Tercer Premio: Course de nuit by Chuyên Bui Thac & Indien by Pernille Fischer Christensen

Caméra d'Or
- - Djomeh de Hassan Yektapanah
  - Zamani barayé masti asbha de Bahman Ghobadi
- Palma de Oro al mejor cortometraje: Anino de Raymond Red

### Premios independientes
- Premio FIPRESCI:[14]
  - Eureka de Shinji Aoyama (Competition)
  - Zamani barayé masti asbha de Bahman Ghobadi (Parallel Sections)
- Gran Premio Técnico: Fa yeung nin wa de Christopher Doyle, Pin Bing Lee, William Chang

Commission Supérieure Technique
Jurado Ecuménico
- Premio del Jurado Ecuménico: Eureka de Shinji Aoyama
- Premio de la Juventud:[16]
  - Película extranjera: Girlfight de Karyn Kusama
  - Película francesa: Saint-Cyr de Patricia Mazuy
- Premio especial: Krámpack de Cesc Gay

Premios en el marco de la Semana Internacional de la Crítica
- Premio Canal+: To Be Continued... de Linus Tunström
- Premio de la crítica joven - Mejor corto: Faux contact de Eric Jameux
- Premio de la crítica joven - Mejor debut: Amores perros de Alejandro González Iñárritu

Premios en el marco de la Quincena de Realizadores
- Premio Kodak al Mejor Corto: Salam de Souad El-Bouhati
- Premio Kodak al Mejor Corto - Mención especial C'est pas si compliqué de Xavier De Choudens
- Premio Gras Savoye: Le mur de Faouzi Bensaïdi

Association Prix François Chalais
- Premio François Chalais: Kippur by Amos Gitai[18]

## Media
- INA: Opening of the 2000 Festival (commentary in French)
- INA: List of winners of the 2000 festival and interviews (commentary in French)